# Moses Max Löw
Moses Max Löw (geboren 12. November 1857 in Szeged, Kaisertum Österreich; gestorben nach 1938) war ein österreichischer Architekt.

## Biographie
Der als Sohn des Oberrabbiners von Szeged Leopold Löw geborene Moses Max Löw studierte in Wien an der Technischen Hochschule unter Heinrich von Ferstel und Karl König an der Baufachschule und danach an der Akademie der bildenden Künste bei Theophil von Hansen. Finanzielle Probleme wegen des frühen Ablebens seines Vaters zwangen ihn aber zum Abbruch seines Studiums. Über seine Aktivitäten nach dem Studium gibt es keine Unterlagen. Er konnte sich aber ab 1890 als selbständiger Architekt in Wien etablieren, der als Vertreter des späten Historismus hauptsächlich für private Auftraggeber arbeitete.
Moses Max Löw, der unverheiratet blieb, trat 1934 – möglicherweise aus Altersgründen – aus dem Ingenieur- und Architektenverein aus, dem er seit 1899 angehörte. Nach dem Anschluss Österreichs an das Deutsche Reich übersiedelte der jüdische Architekt im September 1938 in seine Heimatstadt Szeged, wo sich seine Spuren verlieren.

## Werke

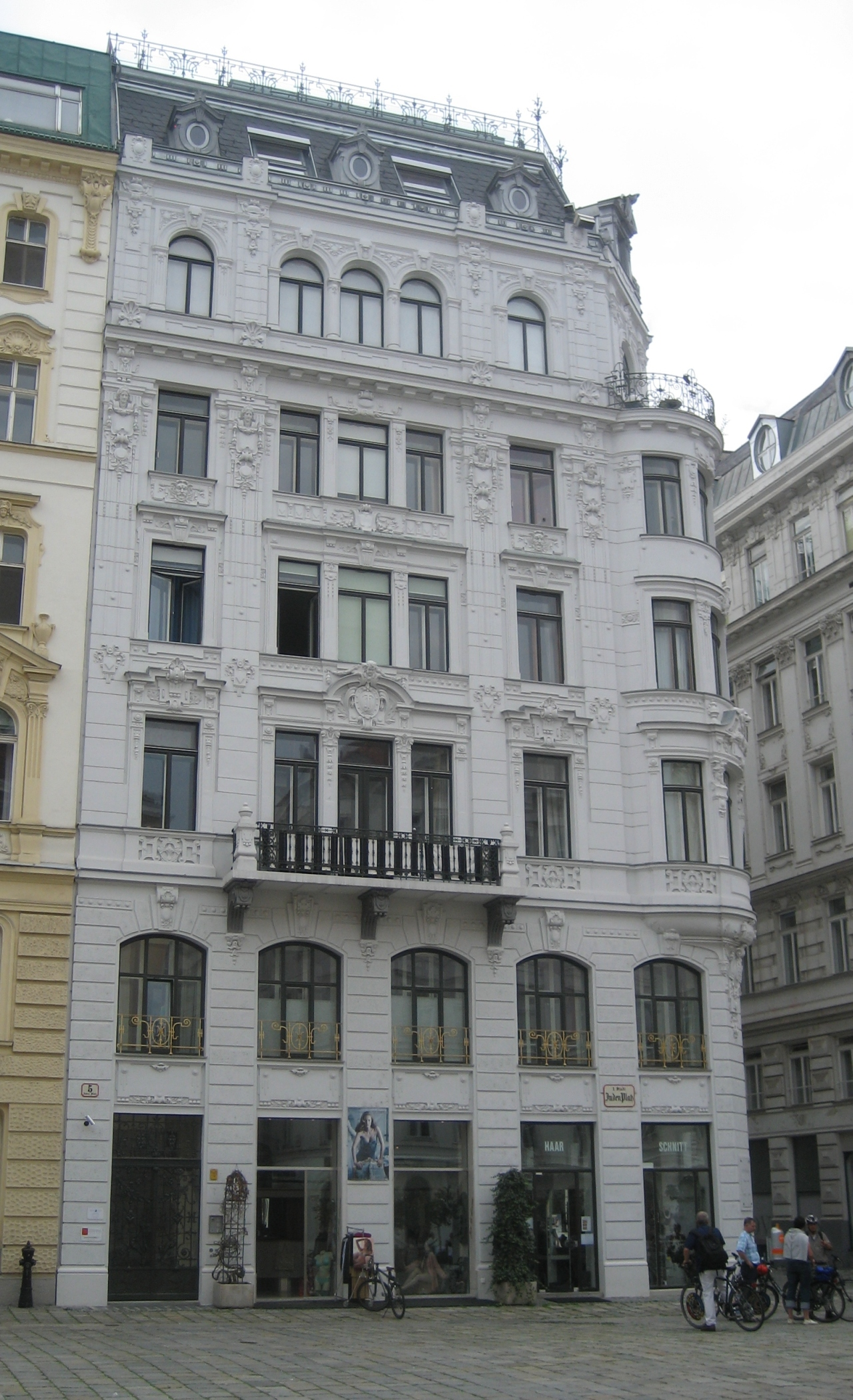
Wohn- und Geschäftshaus Judenplatz 5, Wien

- vor 1894: Palais Anker (Belgrad, Serbien)
- vor 1894: Elektrische Bahnzentrale (Szeged, Ungarn)
- 1894–1895: „Grillparzerhof“ (Wohn- und Geschäftshaus am Bauernmarkt 10, Wien-Innere Stadt)
- 1896: Wohnhaus (Wiedner Hauptstraße 111, Wien-Margareten, gemeinsam mit den Stadtbaumeistern Ferdinand Dehm und Franz Olbricht)
- 1898: Wohn- und Geschäftshaus (Kärntner Straße 8, Wien-Innere Stadt, mit Karl Stigler[1])
- 1898: Wohn- und Geschäftshaus (Kärntner Straße 10, Wien-Innere Stadt, mit Karl Stigler)
- 1899: Wohn- und Geschäftshaus (Judenplatz 5, Wien-Innere Stadt)
- 1905: Wohn- und Geschäftshaus (Biberstraße 15, Wien-Innere Stadt)
- 1908: Watt-Glühlicht-Fabrik (Wien)
- 1911: „Jubiläumsspital des Franz-Joseph-Ambulatoriums“ (Sandwirtgasse 5, Wien-Mariahilf)